# Albert Fert

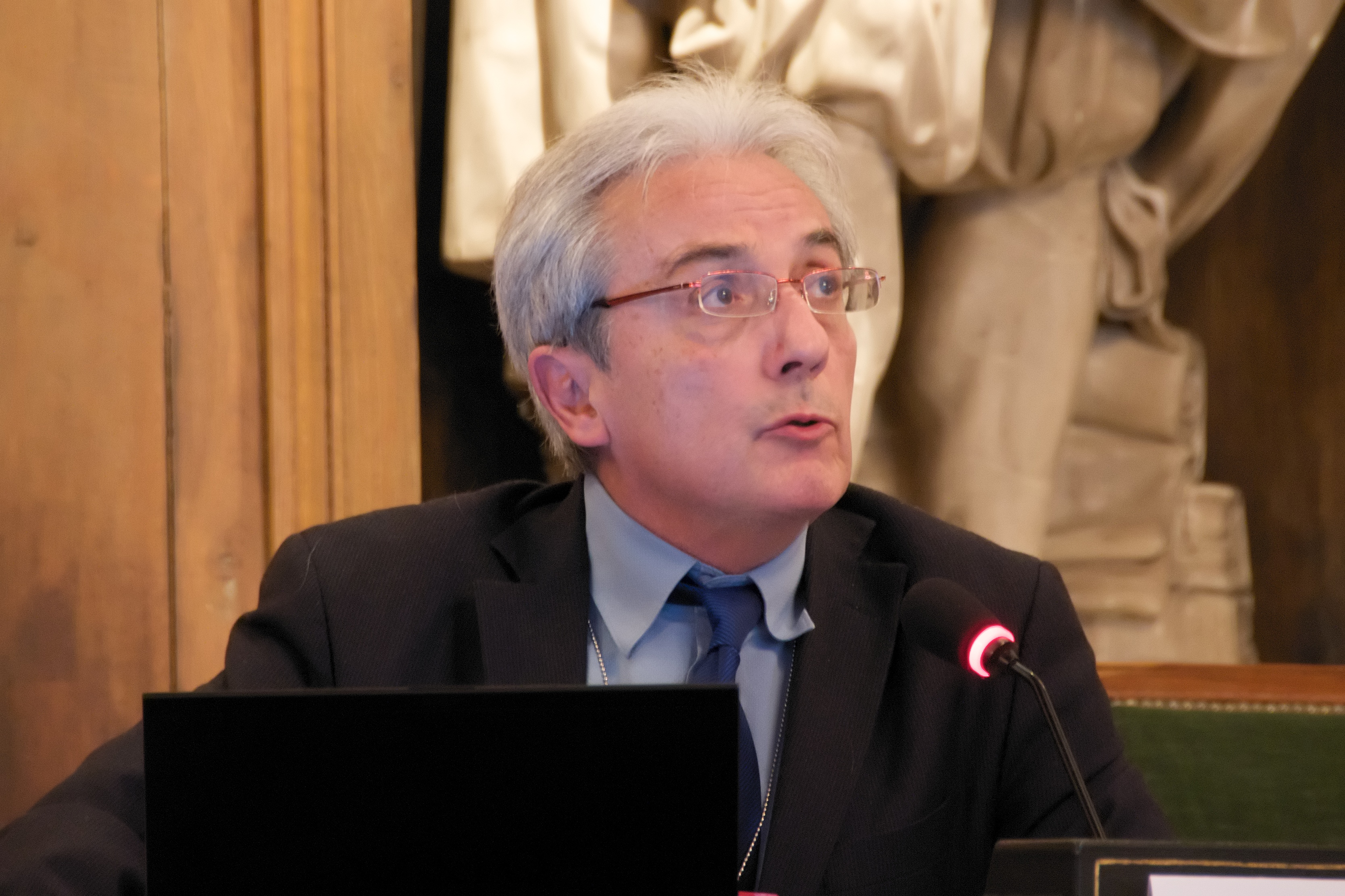
Albert Fert im Januar 2009

Albert Louis François Fert (* 7. März 1938 in Carcassonne, Aude) ist ein französischer Physiker und Nobelpreisträger für Physik 2007.

## Leben und Werk
Albert Fert wurde als Sohn des Physikers Charles Fert und der Lehrerin Irmine Fert geb. Signoles geboren. Auch sein ein Jahr jüngerer Bruder André ist Physiker.
Nach dem Besuch des Pierre-de-Fermat-Gymnasiums in Toulouse studierte er 1957 bis 1962 Mathematik und Physik an der École Normale Supérieure (Rue d’Ulm) in Paris. Von 1962 bis 1964 war er Assistent an der Universität Grenoble und fertigte seine Abschlussarbeit Résonance magnétique nucléaire de l'hydrogène absorbé par le palladium (Kernspinresonanz von auf Palladium absorbiertem Wasserstoff) an. Von 1964 bis 1965 leistete er Wehrdienst, um dann als Oberassistent an die Universität Paris-Süd zu gehen. Dort wurde er 1970 mit einer Arbeit über Transporteigenschaften von Eisen und Nickel promoviert und übernahm die Leitung einer Forschungsgruppe. Seit 1976 lehrt er dort als Professor. Seit 1995 ist er zusätzlich wissenschaftlicher Direktor des von ihm mitbegründeten gemeinsamen Labores seiner Universität und des Centre national de la recherche scientifique.
Die Gruppe um Fert entdeckte 1988 den GMR-Effekt in dünnen Schichten aus Eisen und Chrom. Wenig später veröffentlichte die Gruppe um Peter Grünberg ähnliche Versuchsergebnisse, die auf unabhängigen Forschungen beruhen. Dieser Effekt erlaubte die Konstruktion von extrem empfindlichen Leseköpfen, die heute in fast allen Festplatten benutzt werden. So konnte die Speicherdichte beträchtlich gesteigert werden. Für diese Entdeckungen erhielt er 2007, gemeinsam mit Peter Grünberg, den Nobelpreis für Physik. Außerdem lieferte Fert wichtige Beiträge zur Spintronik.
Am 20. Juli 1967 heiratete er Marie-Josée Ortega, mit der er zwei Kinder hat.

## Veröffentlichungen
Albert Fert veröffentlichte über 300 Artikel in wissenschaftlichen Zeitschriften. Weiterhin veröffentlichte er:
- Propriétés de transport électrique dans le nickel et le fer. Dissertation, Paris 1970
- mit I. A. Campbell: Transport properties of ferromagnets. in: Erich Peter Wohlfarth (Hrsg.): Ferromagnetic Materials. Band 3, North Holland, Amsterdam [u. a.] 1982, ISBN 0-444-86378-8
- mit P. Bruno: Interlayer coupling and magnetoresistances in multilayers. In: J. Anthony C. Bland (Hrsg.): Ultrathin Magnetic Structures. Band 2, Springer, Berlin 1994, ISBN 3-540-57687-8
- mit A. Barthélémy und F. Petroff: Giant Magnetoresistance of Magnetic Multilayers. In: Kurt Heinz Jürgen Buschow (Hrsg.): Handbook of Magnetic Materials. Band 12, North-Holland, Amsterdam [u. a.] 1999, ISBN 0-444-50249-1

## Preise
- 1994 James C. McGroddy Prize for New Materials (American Physical Society)
- 1994 IUPAP Magnetism Award and Néel Medal mit Peter Grünberg für ihre herausragenden wissenschaftlichen Beiträge und ihre Pionierarbeit auf dem Gebiet magnetischer Kopplung und Magnetwiderstand in künstlichen mehrschichtigen Strukturen (Laudatio).[5]
- 1994 Grand prix de physique Jean Ricard (Société française de physique)
- 1997 Hewlett-Packard Europhysics Prize (European Physical Society) mit Peter Grünberg und Stuart Parkin.
- 2003 Goldmedaille (Centre national de la recherche scientifique)
- 2007 Japan-Preis
- 2007 Wolf-Preis
- 2007 Nobelpreis für Physik
- 2014 Gay-Lussac-Humboldt-Preis
- Ehrendoktorwürden: Technischen Universität Kaiserslautern (2006)[6], RWTH Aachen (2006), Universität Montreal (2013)[7]

## Mitgliedschaften
- 1970 Société française de physique
- 2004 Académie des sciences
- 2009 Academia Europaea
- 2012 Ehrenlegion